# Passing Waves
Passing Waves ist ein Soloalbum des Pianisten Fred Van Hove. Die am 15. Mai 1997 im Studio Sparrow Sound Design, Chicago, entstandenen Aufnahmen erschienen 1998 auf dem Label Nuscope Recordings.

## Hintergrund
Es gibt einige Aspekte dieser Solo-Klavieraufnahme, bei denen Van Hove erweiterte Techniken verwendet, um „jenseitige Raummusik“ zu schaffen, notierte Michael G. Nastos, aber zum größten Teil spiele der Pianist unterscheidbare akustische Klavierakkorde und -linien in und außerhalb von Zeit-, melodischer oder harmonischer Konzepte. Van Hove beginnt mit langsam fallenden Melodien, intensiv mit weitschweifigen Arpeggios auf dem von den Niagarafällen inspirierten „The Great Falls“. Im Folgenden spielte er auch eine Tondichtung für Chicago, wo dieses Album aufgenommen wurde, „Chic à gogo“. In „Summer’s Time“ wird George Gershwins Evergreen „Summertime“ bearbeitet, wobei leichte Anspielungen an „The Girl from Ipanema“ und Kurt-Weill-artige Circus-Noir-Phrasen verwendet werden.
Van Hove spielt auf dem Baldwin SD-10 Piano. Van Hove erwähnt in den Liner Notes: „Die meisten dieser Titel sind Wortspiele oder Phrasen, die mir während meiner Reisen in die USA aufgefallen sind, aber ich denke, dass sie auch zu den verschiedenen Musikstücken passen.“

## Titelliste
- Fred Van Hove: Passing Waves (Nuscope Recordings – nuscope CD 1001)[2]

1. The Great Falls 8:05
2. In Depth Investigation 6:05
3. Summers’ Time 7:13
4. Compromising Positions 9:28
5. Neat Knead 8:47
6. Bizarre Bazaar 7:23
7. Chic à gogo 8:00
8. Triple Play 5:01
9. A Non-Severe Thunderstorm 5:19
10. Almost Indian Song 6:15

Die Kompositionen stammen von Fred Van Hove.

## Rezeption
Nach Ansicht von Glenn Astarita, der das Album in All About Jazz rezensierte, schwinge sich Fred Van Hove durch eine Tour-de-Force inspirierender Melodien, die seine Reise in die Vereinigten Staaten widerspiegeln. Die Ergebnisse seien einfach erfreulich und manchmal umwerfend. „‚Chic à gogo‘ (Chicago) ist eine Melodie, die das Großstadtleben veranschaulicht, wenn wir hören, wie Van Hove Klangteppiche webt, die bedeutungsvolle Interpretationen der Lebenserfahrungen nahelegen.“ Dieses Stück unterstreiche auch Van Hoves erstaunlich geschickte Links-Rechts-Hand-Koordination. Das letzte Stück „Almost Indian Song“ beende das Geschehen mit introspektiven Passagen, die besinnlich und düster würden.
Michael G. Nastos verlieh dem Album in Allmusic vier Sterne und lobte Van Hovens erstaunliche Fähigkeiten und sein Ideenreichtum. Passing Waves sei für langjährige Bewunderer des außergewöhnlichen Meisters Van Hove sehr zu empfehlen, während diejenigen, die einen absolut einzigartigen kreativen Improvisator suchen, in diesen 72 Minuten wahrhaft origineller Musik einen neuen Helden finden können.
Nach Ansicht von Richard Cook und Brian Morton, die dem Album in The Penguin Guide to Jazz drei Sterne verliehen, sei (gegenüber dem zeitnah erschienenen Live-Solo-Album Flux von 1998) einiges von Passing Waves aber interessanter wegen seiner formalen Ideen als wegen ihrer Ausführung.